# Šehzade Murad
Šehzade Murad (1495 – 16. října 1519) byl osmanský princ, syn Šehzade Ahmeta a vnuk sultána Bajezída II. Byl jeden z možných nástupců na trůn po svém dědovi.
Muradův otec Ahmet, legitimní dědic osmanského trůnu, bojoval s princem Selimem (pozdějším sultánem Selimem I.). Během tohoto boje byl podporován perským šáhem Ismá‘ílem I. ze sousední Safíovské říše. Když jeho otec v bojích zemřel a Selim zvítězil, Murad byl také podporován perským šáhem jako následník trůnu. Ismá‘íl I. chtěl využít Murada jako záminku pro boj se Selimem. V roce 1512, kdy proběhla velká perská výprava do Anatolie, se k šáhovi Murad přidal a bojoval tak proti své vlasti. Podle záznamů chtěl Ismá‘íl obsadit Rumélii, kterou by následně Muradovi věnoval, zatímco zbytku území by vládli kizilbaši.
Ismá‘íl I. podporoval rivaly sultána Selima I., což byl jeden z důvodů k začátku válečného konfliktu a bitvy na Čaldiránské rovině (1514).